# Рижский мотормузей
Рижский мотормузей (латыш. Rīgas motormuzejs) — автомобильный музей в Риге, экспозиции которого включают в себя более 230 автомобилей, мотоциклов и мопедов с конца XIX до конца XX века. В мотормузее представлены спортивные и военные машины, автомобили латвийского производства, лимузины и автомобили 30-x годов (в том числе автомобиль Молотова, лимузин Брежнева).

## История музея
Историю музея восходит к Клубу Антикварных автомобилей (КАА) Латвии, основанному 21 июля 1972 года в СССР по инициативе нескольких активистов. КАА позиционировал себя как общественную организацию, занимающуюся реставрацией старинных автомобилей и мотоциклов. Целью КАА стали популяризация истории автомобилей и мототехники, объединение энтузиастов и коллекционеров старинных транспортных средств, приобретение и приведение в должный вид ретро-машин.
Мечта членов КАА основать тематический музей стала реальной в 1985 году, когда решением Совета Министров ЛССР номер 586 от 4 декабря 1985 года был открыт центр технического творчества, выставок и отдыха «Межциемс». 6 июня 1986 года был заложен первый камень в фундамент здания музея, спроектированного латышским архитектором Виктором Валгумсом. Решением Министерства автомобильного транспорта и шоссейных дорог ЛССР номер 287 от 21 июля 1987 года КАА передал свою коллекцию ретро-автомобилей на учет в центре «Межциемс».
Официальной датой открытия Рижского мотормузея является 22 апреля 1989 года. С 1 июля 1992 года Рижский мотормузей получает статус государственного музея при Министерстве Сообщения Латвийской Республики (положение от 6 ноября 1992 года).
2 июля 2016 года Рижский моторный музей заново открылся после реконструкции, которая продолжалась три с половиной года и существенно изменила внутренний вид музея.

## Экспозиции
- «Сделано в Латвии»;
- «Автомобили из кремлёвских гаражей»;
- «Военная техника»;
- «Коллекция концерна Ауто — Унион» и др.

Также представлены разнообразные мотоциклы (включая практически все семейство Zundapp и BMW), мопеды Рига, велосипеды, стационарные и лодочные моторы и проч.

## Факты
- Территория музея занимает 16 856 м². Общая площадь здания — 6 909 м², в том числе 3 496,7 м² или 50,4 % — сдаётся в аренду. Выставочный зал расположен на трех этажах, общая площадь выставочного зала — 3 278 м².
- Музейные фонды объединяют 16 927 единиц. Площадь хранилищ составляет 620,4 м² (196,1 м² на первом этаже здания музея, 424,3 м² в ангаре, арендуемом у Бикерниекской спортивной базы. Помимо музейного фонда присутствует библиотека с редкой специальной литературой в 1 470 единиц (все данные приведены на 1 января 2005 года).
- В музее действует мастерская по реставрации старинных автомобилей, принимающая заказы из Латвии и некоторых европейских стран.
- В музее хранятся экспонаты, сохранившиеся в единственном экземпляре, например, РЭАФ-50.